# (55636) 2002 TX300

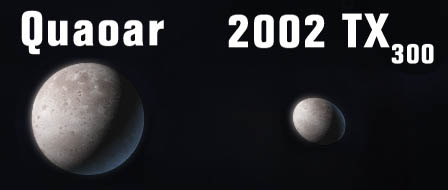
Cmparación entre Quaoar y TX_{300}

Órbitas de 2002 TX _{300} (azul), 2003 EL_{61} (verde), y Neptuno (gris).

(55636) 2002 TX300 es un objeto transneptuniano cubewano del cinturón de Kuiper. Fue descubierto el 15 de octubre de 2002 por el programa NEAT del JPL de la NASA. Es de gran tamaño y se encuentra a cerca de 43,1 UA del Sol. Es candidato a planeta enano.
El 2002 TX 300 aparece por primera vez en observaciones del 27 de agosto de 1954 y fue visto nuevamente en 1990, 1991 y 1995.
EL N.E.A.T. estima el diámetro del objeto según el método térmico entre los 700 y los 900 km, siendo uno de los mayores objetos transneptunianos.
(55636) 2002 TX 300 sigue una órbita muy similar a la de Haumea, altamente inclinada (26°) y moderadamente excéntrica (i=0.12), lejos de las perturbaciones de Neptuno (perihelio en 37AU), lo que lo convierte en un objeto similar a otros cubewanos como 2002 UX 25 y Aya, que siguen órbitas similares.
Los análisis del espectro visible en infrarrojo indican que tiene una superficie formada principalmente de hielo y con una baja proporción de materiales orgánicos procesados, esta ausencia de la capa irradiada sugiere una colisión reciente.